# Cryphia stictica
Cryphia stictica là một loài bướm đêm trong họ Noctuidae.